# Ixtlahuacán del Río
Ixtlahuacán del Río là một đô thị thuộc bang Jalisco, México. Năm 2005, dân số của đô thị này là 18157 người.